# Dajti
Der Dajti (albanisch Mali i Dajtit, auch Dajt) ist ein Berg in Mittelalbanien mit einer Höhe von 1613 m ü. A. Er ist der Hausberg der albanischen Hauptstadt Tirana, in deren Osten er sich erhebt. Das Gebiet des Berges steht als Nationalpark Dajti unter Schutz.

## Geschichte
Man geht davon aus, dass der Name Dajti von der griechischen Göttin Diktynna herrührt. Auch andere Berge tragen ihren Namen.
Am Dajti wurden Spuren prähistorischer Siedlungen gefunden. Auch Überreste von diversen Wehranlagen aus späteren Zeiten wurden entdeckt. 
Seit 1966 stehen große Teile des Berges als Nationalpark unter Schutz.

## Geographie

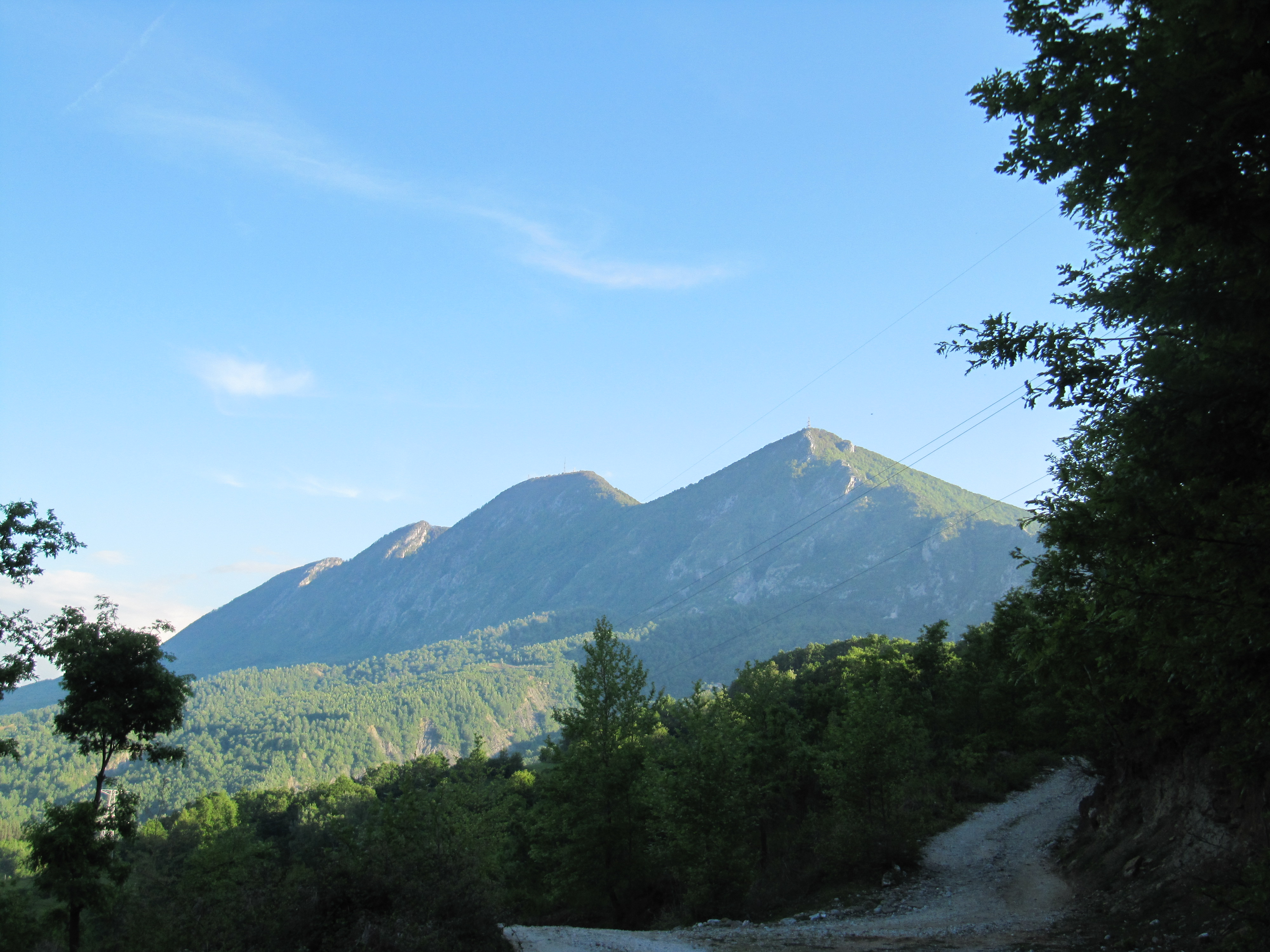
Ostseite des Berges

Der Berg ist Teil der Kruja-Kette, einer langen Reihe von Bergen, die sich von Shkodra bis südlich von Tirana erstreckt und abrupt aus der Küstenebene erhebt. Die Kette wird von tiefen Flusstälern durchschnitten. Der Dajti wird im Norden vom Fluss Tirana, im Süden vom Pass Qafa e Priskës (954 m ü. A.) begrenzt, an den sich der Mali i Priskës (1365 m ü. A.) anschließt. An seiner westlichen Flanke entspringt die kleine Lana. Im Norden des Dajti ragt die kleine Spitze Maja e Tujanit (1531 m ü. A.) auf, die den Berg zu einer Art Doppelspitze macht. Durch einen Sattel getrennt wird der Gipfel Maja e Dajtit (1613 m ü. A.), dem auf dem langen südlichen Rücken nochmals drei Erhebungen mit Höhen über 1500 m ü. A. folgen. Der Berg besteht überwiegend aus Kalkstein.
Auf der Westseite verleihen mehrere Felsbänder zwischen 700 und 1050 Meter ein markantes Aussehen. Oberhalb dieser Felsen liegt am nördlichen Ende des Berges eine vier Kilometer lange und rund 400 Meter breite Terrasse, die Fusha e Dajtit. Ein weiterer Steilhang liegt zwischen 350 und 500 Meter Höhe. Auf der Rückseite fällt der Berg steil ab bis auf eine Höhe von unter 1000 Meter. Danach läuft er flach in den Tälern hinter diesem ersten Gebirgszug aus.

## Erschließung
Der Berg kann über eine enge Bergstraße erreicht werden, die sich bis zur Fusha e Dajtit hinaufschlängelt und auch zur Erschließung des Nationalparks dient. Von dieser kleinen Ebene aus hat man eine hervorragende Aussicht auf Tirana und die Ebene, weshalb sie auch Balkon von Tirana genannt wird. Hier wurde in der Hoxha-Zeit ein Pionierheim gebaut, das heute jedoch verfallen ist.
Seit Juni 2005 können Ausflügler auch mit einer Gondelbahn vom östlichen Stadtrand von Tirana heraufschweben. Diese erste Seilbahn Albaniens für den Transport von Touristen wurde von Doppelmayr gebaut und ist laut Eigenwerbung die längste des Balkans.
Rund um den Dajti gibt es einige markierte Wanderwege. Der Gipfel ist militärisches Sperrgebiet und darf nicht bestiegen werden. Dort befinden sich auch Sendeanlagen von Radio und Fernsehen. Ungehindert möglich ist das Besteigen der Maja e Tujanit. In der Nähe der Talstation der Gondelbahn und am Berg liegen weitere militärische Anlagen. 
Durch den Berg führt ein rund zwei Kilometer langer Tunnel, mit dem seit 1951 Wasser von Quellen weiter im Osten nach Tirana geleitet wird. Es dient der Wasserversorgung der Hauptstadt, wird am Fuße des Dajti im Kraftwerk Lanabregas aber auch für die Stromerzeugung genutzt.